# Ian Whyte
Ian Whyte (* 17. září 1971 Bangor, Wales, Spojené království) je britský herec, kaskadér a bývalý profesionální basketbalista. Měří 216 cm. K jeho největším filmovým rolím patří ztvárnění Predátora ve filmech Vetřelec vs. Predátor a Vetřelci vs. Predátor 2.

## Filmografie
- Vetřelec vs. Predátor (2004): Predátor Scar
- Harry Potter a Ohnivý pohár (2005): Madam Maxime
- Vetřelci vs. Predátor 2 (2007): Predátor Wolf
- Solomon Kane (2009): The Reaper
- Dragonball: Evoluce (2009): Oozaru
- Outcast (2010): The Beast
- Souboj Titánů (2010): šejk Sulejmán
- Hra o trůny (1. série, 2011): Bílý chodec (pouze 1. epizoda)
- Hra o trůny (2. série, 2012): Gregor „Hora“ Clegane; Bílý chodec
- Prometheus (2012): Last Engineer
- The Beachcomber (2013): Cluny Barr
- Harrigan (2013):
- Hra o trůny (3. a 4. série, 2013/14): obr
- Significance (2014):
- Blood Moon (2014): Skinwalker
- The Scorpion King 4: Quest for Power (2014): Princ Duan
- Hercules (2014): Bessi Warrior Leader
- 1066 (2015): Harald Hardraada